# Шахрайчук Вадим Валерійович
Шахрайчук Вадим Валерійович (12 червня 1974, Київ, УРСР) — український хокеїст, центральний нападник. Рекордсмен за кількістю зіграних матчів і набраних очок за історію національної збірної України з хокею, громадянин Росії та України. 

## Життєпис
Виступав за «Сокіл» (Київ), ШВСМ (Київ), «Ітіль» (Казань), «Ак Барс» (Казань), «Нюрнберг Айс-Тайгерс», «Авангард» (Омськ), «Локомотив» (Ярославль), «Спартак» (Москва), АТЕК (Київ), «Динамо» (Москва), МВД (Балашиха), «Трактор» (Челябінськ), «Металург» (Магнітогорськ), «Торпедо» (Нижній Новгород), ХКм «Зволен».
У складі національної збірної України провів 133 матчі (47+45); учасник зимових Олімпійських ігор 2002 (4 матчі, 2+0), учасник чемпіонатів світу 1995 (група С), 1997 (група С), 1998 (група B), 1999, 2000, 2001, 2002, 2003, 2004, 2005, 2006, 2008 (дивізіон I), 2009 (дивізіон I), 2010 (дивізіон I) і 2011 (дивізіон I). У складі молодіжної збірної України учасник чемпіонату світу 1993 (група С) і 1994 (група B).
Головний тренер національної збірної України з хокею. З травня 2023-го — головний тренер новоствореного клубу «Київ Кепіталз».
У травні 2023 року Міністерство молоді та спорту України отримало дані від СБУ, що Шахрайчук має чинний російський паспорт, у вересні його було звільнено з посади в головного тренера національної хокейної команди.

## Досягнення
- Чемпіон України (1995)
- Чемпіон Росії (2002, 2005), срібний призер (2001), бронзовий призер (2009)
- Срібний призер чемпіонату Німеччини (1999)
- Володар Кубка європейських чемпіонів (2006).

## Нагороди
- Орден «За заслуги» III ступеня (2008)[3].